# Darko Maletić

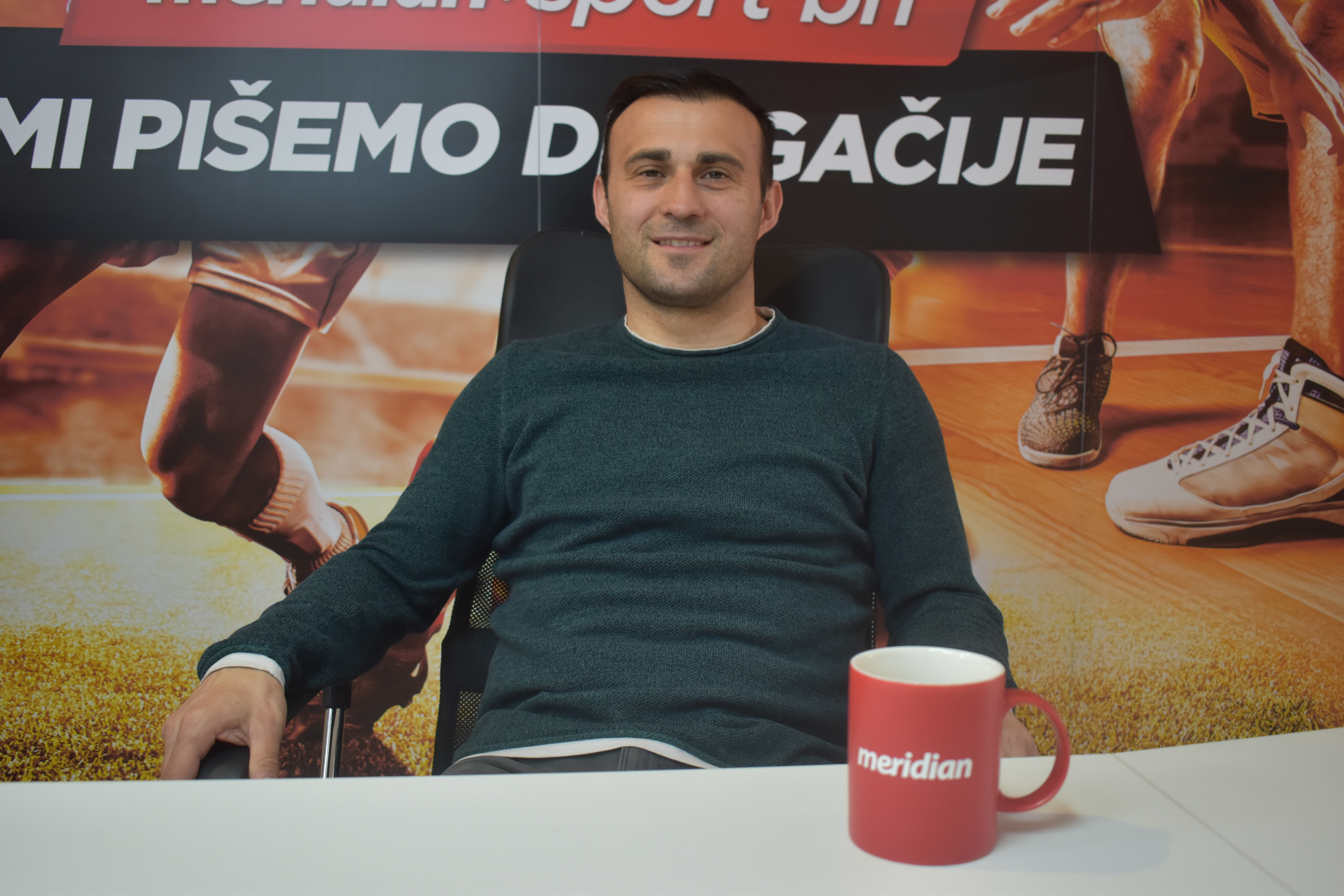
Darko Maletić

Darko Maletić (serbio cirílico: Дарко Малетић, nacido el 20 de octubre de 1980) es un exfutbolista y entrenador serbobosnio. Maletić tiene un récord peculiar: jugó en Copa de la UEFA por cinco clubes diferentes de varios países (SK Rapid Wien, Publikum, FC Zenit San Petersburgo, Partizan y Aktobe).

## Carrera de futbolista
Comenzó su carrera con su club de su ciudad FK Borac Banja Luka. En el verano de 2001 se trasladó a SK Rapid Wien. Desde enero de 2002 hasta el verano de 2004 jugó en el Publikum Celje de Eslovenia. Luego se trasladó a Rusia, donde jugó para el FC Zenit San Petersburgo (2004) y FC Shinnik Yaroslavl (2005). Después de seis meses con Rumania en el club FC Vaslui (2006), Maletić firmó por Serbia n gigantes FK Partizan donde ganó doble corona antes de mudarse a TuS Koblenz en enero de 2009. Maletić firmó por Aktobe el 10 de julio de 2011.

### Carrera internacional
Cuando Fuad Muzurović se convirtió en el entrenador de la Selección de fútbol de Bosnia y Herzegovina, Maletić recibió su primera convocatoria para un partido contra Noruega en marzo de 2007. Hizo su debut en el minuto 82, en sustitución de Adnan Custovic. Bosnia y Herzegovina ganó el partido 2-1.
Jugó siete partidos en el UEFA Euro 2008 clasificación pero después de Miroslav Blažević se convirtió en entrenador, se le cayó de la escuadra. Después de mostrar buena forma de Borac Banja Luka en la liga doméstica en 2011, fue llamado por el entrenador Safet Sušić para el partido contra Rumania en marzo. Fue nuevamente convocado para los partidos contra Rumania distancia y Albania en el país en junio, y respondió al anotar su primer gol para el equipo nacional, contra Albania.

## Clubes

### Jugador
| Club                     | País                 | Año       |
| ------------------------ | -------------------- | --------- |
| Borac Banja Luka         | Bosnia y Herzegovina | 1997-2001 |
| Rapid Wien               | Austria              | 2001-2002 |
| NK Celje                 | Eslovenia            | 2002-2004 |
| Zenit de San Petersburgo | Rusia                | 2004      |
| Shinnik Yaroslavl        | Rusia                | 2005      |
| CS Sporting Vaslui       | Rumania              | 2006      |
| FK Partizan              | Serbia               | 2006-2009 |
| TuS Koblenz              | Alemania             | 2009-2010 |
| Borac Banja Luka         | Bosnia y Herzegovina | 2010-2011 |
| FC Aktobe                | Kazajistán           | 2011-2012 |
| Irtysh Pavlodar          | Kazajistán           | 2012      |
| Borac Banja Luka         | Bosnia y Herzegovina | 2013      |
| Velež Mostar             | Bosnia y Herzegovina | 2013-2015 |
| Borac Banja Luka         | Bosnia y Herzegovina | 2016      |

### Entrenador
| Club               | País                 | Año       |
| ------------------ | -------------------- | --------- |
| FK Laktaši         | Bosnia y Herzegovina | 2020      |
| FK Ljubić Prnjavor | Bosnia y Herzegovina | 2020-Act. |